# Jørgen C. Siim
Jørgen C. Siim (* 1. Oktober 1915 in Kopenhagen; † 16. Februar 2012) war ein dänischer Parasitologe.
Siim war seit den 1940er Jahren in Dänemark in der Toxoplasmose-Forschung. 1956 zeigte er, dass Lymphadenopathie das häufigste Symptom für Toxoplasmose beim Menschen ist. 1960 entwickelte er einen Präzipitationstest für Antikörper auf Toxoplasmose. Er war Leiter der Toxoplasmose-Abteilung am Staatlichen Serum-Institut in Kopenhagen. Ab den 1960er Jahren arbeitete er unter anderem mit William M. Hutchison zusammen, mit dem er für die Toxoplasmose-Forschung 1970 den Robert-Koch-Preis erhielt.
Die Zusammenarbeit mit Hutchison (und D. J. P. Ferguson) setzte sich auch in die 1980er fort mit elektronenmikroskopischen Studien zum Lebenszyklus des Toxoplasmose-Erregers.

## Schriften
- als Herausgeber: Human toxoplasmosis. Proceedings of the conference on clinical aspects and diagnostic problems of toxoplasmosis in pediatrics, Kopenhagen, Munksgaard 1960.